# استون‌اکس
استون‌اکس (انگلیسی: StoneX) شرکت خدمات مالی آمریکایی است، که در سال ۱۹۲۴ تأسیس شد.